# Милвил (Юта)
Вижте пояснителната страница за други значения на Милвил.
Милвил (на английски: Millville) е град в окръг Кеш, щата Юта, САЩ. Милвил е с население от 1507 жители (2000) и обща площ от 6,1 km². Намира се на 1407 m надморска височина. ЗИП кодът му е 84326, а телефонният му код е 435.